# Асхвинське сільське поселення
Асхви́нське сільське поселення (рос. Асхвинское сельское поселение) — муніципальне утворення у складі Канаського району Чувашії, Росія. Адміністративний центр — присілок Великі Бікшихи.

## Населення
Населення — 2999 осіб (2019, 3256 у 2010, 3555 у 2002).

## Склад
До складу поселення входять такі населені пункти:
| Населений пункт          | Населення, осіб (2002) | Населення, осіб (2010) |
| ------------------------ | ---------------------- | ---------------------- |
| Асхва, присілок          | 1138                   | 1046                   |
| Великі Бікшихи, присілок | 1241                   | 1164                   |
| Кармамеї, присілок       | 985                    | 882                    |
| Семеновка, присілок      | 191                    | 164                    |